# エチエンヌ・ジョデル

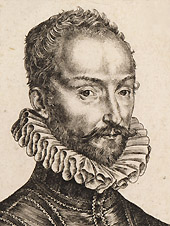

エチエンヌ・ジョデル（Étienne Jodelle, 1532年 - 1573年7月）は、16世紀パリの詩人、劇作家。プレイヤード派のメンバーであり、その原理を演劇作品にも適用することに努めた。彼はアレクサンドラン（1行12音綴）を悲劇に用いた最初の人物である。

## 劇作品
- L’Eugène（1552年）
- 囚われのクレオパトラ Cléopâtre captive（1553年）
- 自らを犠牲にするディードー Didon se sacrifiant（1565年頃）